# One Hit (to the Body)
"One Hit (to the Body)" er det første nummer på det engelske rock ‘n’ roll band The Rolling Stones album fra 1986 Dirty Work.

## Optagelsen
Krediteret til forsanger Mick Jagger, guitarist Keith Richards og guitarist Ron Wood var “One Hit (to the Body)” hovedsageligt et arbejde mellem Richards og Wood. Begge guitarister bidrog stærkt til "Dirty Work”, og Wood modtog kredit sammen med Jagger og Richards på endnu tre sange. Et blik på Woods bidrag viser, at sangen starter med et stykke akustisk. Bandet er kendt for deres brug af akustiske guitar til at ”dække” deres elektriske guitar; Brown Sugar er et godt eksempel. Både Richards og Wood spillede på elektrisk, men lead riff og solo blev overladt til Led Zeppelins guitarist Jimmy Page. Pages bidrag var resultatet af en kort indspilning mellem Wood og ham, efter Pages havde spurgt efter hvad de arbejdede på. Charlie Watts spillede trommer, mens Bill Wyman spillede bass. Versene fortæller om en hård og følsom affære.
Den meget hårde rock og minimale brug af instrumenter på sangen er resultatet af Jaggers minimale bidrag til album overhovedet. 
| Citat | You fell out of the clear blue sky, To the darkness below; The smell of your flesh excites me, My blood starts to flow; So help me God; You burst in in a blaze of light, You unzippered the dark; One kiss took my breath away, One look lights up the stars | Citat |
|       | |       |

| Citat | And it's it's one hit to the body, It comes straight from the heart; One hit to the body, Sure went straight to the mark; So help me God | Citat |
|       | |       |

Koret på sangen bestod af Richards, Wood, Bobby Womack, Patti Scialfa, Don Covay, og producer Steve Lillywhites kone Kirsty MacColl. Indspilningen forgik gennem størstedelen af 1985. To steder blev brug til optagelserne. Det ene var Pathé Marconi Studios i Paris og New York Citys RPM Studios . 

## Eksterne kilder og henvisninger
- Officiel tekst Arkiveret 30. september 2007 hos  Wayback Machine
- Se Rolling Stones ”One Hit (to the Body)”
- Facts om ” One Hit (to the Body)”

### Fodnote
1. ↑  One Hit (to the Body)